# Пегасові
Пегасові (Pegasidae) — родина променеперих риб ряду іглицеподібних (Syngnathiformes).

## Назва
Назва представників родини походить від міфічного пегаса, на якого ці риби схожі, завдяки збільшеним грудним плавцям.

## Поширення
Пегасові поширені у прибережних тропічних водах Індо-Тихоокеанського регіону на глибинах до 150 м.

## Опис
Дрібні риби, не довші за 13 см. Тіло та морда видовжені. Тіло вкладене у кістяні пластини. Грудні плавці розширені, схожі на крила. Черевні плавці модифіковані, за допомогою них риба ніби ходить по морському дні. Спинний та анальний плавці короткі, без колючок, з 5 м'якими променями. Хвостовий плавець довгий і витягнутий. Плавальний міхур відсутній. Щелепи вентральні, розташовані позаду довгого рострума і беззубі. Їхній рот є вузькоспеціалізованим і може формуватись у формі трубки, який використовується для висмоктування черв'яків та інших дрібних безхребетних із їхніх нір. Нерест відбувається у відкритій воді біля поверхні. Риби часто линяють, інколи що п'ятий день.

## Види
Родина включає 7 видів у двох родах:
- Eurypegasus
  - Eurypegasus draconis (Linnaeus, 1766)
  - Eurypegasus papilio (C. H. Gilbert, 1905)
- Pegasus
  - Pegasus lancifer Kaup, 1861
  - Pegasus laternarius G. Cuvier, 1816
  - Pegasus sinensis Zhang, Zhang, Ma, Liu, Lin & Wang, 2022
  - Pegasus tetrabelos Osterhage, Pogonoski, Appleyard & W. T. White, 2016[2]
  - Pegasus volitans Linnaeus, 1758